# La Farga (Vallestàvia)
La Farga és un veïnat de la comuna de Vallestàvia, a la comarca del Conflent, a la Catalunya del Nord.
El lloc és a la dreta de la Lentillà, a llevant i davant del poble de Vallestàvia.